# Velika župa Krbava-Psat
Velika župa Krbava-Psat bila je jedna od 22 velike župe na prostoru NDH. Sjedište joj je bilo u Bišću, a djelovala je od 16. lipnja 1941. pod imenom "Krbava i Psat", a od 5. srpnja 1944. godine nosi ime "Krbava-Psat". Građansku upravu u župi vodio je veliki župan kao pouzdanik vlade imenovan od strane poglavnika. 
Velika župa je obuhvaćala je područje ovih kotarskih oblasti:
- Bihać,
- Bosanska Krupa,
- Bosanski Petrovac,
- Bosansko Grahovo (do 1.siječnja 1942., pa priključen v. župi Bribiru i Sidrazi),
- Cazin
- Donji Lapac (do 1. siječnja 1942.; ukinut i priključen v. župi Gackoj i Lici)
- Bosanski Novi (od 5. srpnja 1944., dotad u velikoj župi Gori)
- Dvor (od 5. srpnja 1944., dotad u velikoj župi Gori)
- kotarske ispostave Velika Kladuša, Kulen Vakuf

i gradove Korenicu (do 20. prosinca 1941., poslije u v. župi Gackoj i Lici) i Bihać.
Zbog ratnih operacija i prisutnosti neprijateljskih snaga, sjedište je od 23. srpnja do 23. rujna 1944. bilo premješteno iz Bišća u Banju Luku.
Zbog ratnih okolnosti 13. prosinca 1944. bilo je proglašeno iznimno stanje u velikoj župi, pa je vojna vlast zamijenila civilnu. Poslove građanske uprave preuzeo je vojni zapovjednik obalnog odsjeka Lika. 27. ožujka 1945. poslove građanske uprave preuzeo je glavar građanske uprave, kao poseban opunomoćenik za područje velikih župa Vuka, Baranja i Posavje.